# Alkiwiadis Papajeorgopulos
Alkiwiadis Papajeorgopulos (gr. Αλκιβιάδης Παπαγεωργόπουλος, Alkiviádīs Papageōrgópoulos; ur. 24 marca 1937, Ateny, zm. w czerwcu 2022) – grecki strzelec, olimpijczyk.
Brał udział w igrzyskach olimpijskich w latach 1960 (Rzym), 1964 (Tokio) i 1968 (Meksyk). Startował w konkurencji pistoletu szybkostrzelnego z odległości 25 metrów; w Rzymie zajął 33. miejsce, natomiast w Tokio i Meksyku uplasował się odpowiednio na 21. i 22. miejscu.

## Wyniki olimpijskie
| Igrzyska | Konkurencja                   | Wynik                 | Miejsce | Źródło |
| -------- | ----------------------------- | --------------------- | ------- | ------ |
| IO 1960  | Pistolet szybkostrzelny, 25 m | 566 punktów (282-284) | 33      | [ 2 ]  |
| IO 1964  | Pistolet szybkostrzelny, 25 m | 581 punktów (288-293) | 21      | [ 3 ]  |
| IO 1968  | Pistolet szybkostrzelny, 25 m | 582 punkty (290-292)  | 22      | [ 4 ]  |